# نامه‌ای به دخترم
نامه‌ای به دخترم (انگلیسی: Letter to My Daughter) سومین کتاب از مجموعه مقالات نویسنده و شاعر آمریکایی-آفریقایی تبار، مایا آنجلو است. تا زمان انتشار این اثر، آنجلو، دو کتاب دیگر از همین مجموعهٔ مقالات، چند جلد شعر و ۶ کتاب از مجموعهٔ خودزندگی‌نامه‌اش را نوشته بود. آنجلو به عنوان سخنگوی سیاهپوستان و زنان به رسمیت شناخته شد و به شدت مورد تکریم قرار گرفت. در عین حال و به خاطر مجموعهٔ زندگی‌نامه‌اش، همانند صدای زندهٔ شرح حال و رویدادهای زمان خودش مطرح گردید. آنجلو هیچ دختری نداشت اما الهامات و ایده‌های منتسب به این موضوع طی ۲۰ سال و از طریق یادداشت‌ها و یک سری از مقالات در ذهنش شکوفا گردید. برخی از آنها برای دوست وی، اپرا وینفری نوشته شده است. آنجلو، این کتاب را برای هزاران زنی نوشت که او را به عنوان نماد یک مادر پذیرفتند. او فضیلت و معرفتی را که در طول این سالها به دست آورده بود با آنها در میان نهاد.